# سن-آرسن، کبک
سَن-آرسِن (به فرانسوی: Saint-Arsène) قصبه‌ای در منطقه شهری ریوییر-دو-لو ناحیه با-سن-لوران در استان کبک کانادا است. در سرشماری سال ۲۰۱۱ این قصبه ۱٬۱۶۷ نفر جمعیت داشته‌است و مساحت آن ۷۱٫۰۱ کیلومتر مربع است.